# Nicht ohne meine Leiche
Nicht ohne meine Leiche (Originaltitel: chinesisch 落葉歸根 / 落叶归根, Pinyin Luòyè guīgēn – „Fallende Blätter kehren zu ihren Wurzeln zurück“, internationaler Titel: englisch Getting Home) ist ein Film des chinesischen Regisseurs Zhang Yang aus dem Jahr 2007. Er erzählt die tragikomische Reise des Wanderarbeiters Zhao Zhao, der den Leichnam seines Freundes Liu über 1700 Kilometer durch China transportiert, da er ihm versprochen hatte, ihn zu Hause zu beerdigen. Die Hauptrolle übernahm der bekannte chinesische Komiker Zhao Benshan. Qiwen Hong spielt in der „Rolle seines Lebens“ den toten Liu. Weitere Rollen sind mit in China populären Schauspielern besetzt.
Der Filmstoff beruht auf einer wahren Begebenheit, die zu unterschiedlichen Reaktionen in der chinesischen Öffentlichkeit führte, von Ablehnung bis zu Bewunderung. Der chinesische Titel des Films nimmt Bezug auf das chinesische Sprichwort „Fallende Blätter kehren zu ihren Wurzeln zurück“.

## Handlung
Nach einem gemeinsamen Trinkgelage stellt der Wanderarbeiter Zhao fest, dass sein Kollege Liu dieses nicht überlebt hat. Gemäß einem früheren Versprechen, ihn zu Hause zu beerdigen, begibt er sich mit dem Leichnam auf den 1700 Kilometer langen Weg durch Chinas Südwesten zum Heimatdorf Lius am Drei-Schluchten-Damm.
Als Zhao die erste Etappe seiner Reise mit einem Bus absolviert, wird dieser überfallen. Zhao kann die Räuber überzeugen, seine Mitreisenden nicht auszurauben, wird aber von ihnen auf die Straße gesetzt, als sie (ebenso wie die Kinozuschauer) erfahren, dass sein vermeintlich schlafender Reisebegleiter tot ist. Auf dem weiteren Weg trägt er den Toten zumeist Huckepack, transportiert ihn streckenweise aber auch in einem Karren, als Mitfahrer auf Lastern oder in einem riesigen Lkw-Reifen, der prompt samt Inhalt einen langen Berghang hinunterrollt. Er wandert Straßen entlang und hofft auf eine Mitfahrgelegenheit, täuscht vor, lebensrettende Maßnahmen an seinem Freund vorzunehmen, damit hilfsbereite Autofahrer anhalten. Einmal glaubt er, er könne sein Versprechen nicht einlösen, will verzweifelt aufgeben und selbst sterben, aber neue Begegnungen und Erlebnisse geben ihm wieder Mut.
So wird Zhao von einer Familie von Imkern freundlich bewirtet. Sie lebt weit außerhalb auf dem Land, weil sich die Frau bei einem Brandunglück in einer Fabrik für Billigwaren entstellende Gesichtsnarben zugezogen hat. Er trifft auf einen hippen jungen Mann, der mit dem Fahrrad und modernster Ausrüstung nach Tibet unterwegs ist. Um sich mal richtig satt zu essen, besucht er die Beerdigung eines einsamen reichen Mannes, der diese noch zu seinen Lebzeiten selbst ausrichtet und sich tief beeindruckt zeigt von Zhaos Loyalität seinem Freund gegenüber. Während der Beerdigung stellt Zhao den Leichnam als Vogelscheuche verkleidet auf ein Feld und kann sie später im Dunkeln beinahe nicht mehr wiederfinden. Er entwickelt Zuneigung zu der obdachlosen Song, die Müll sammelt und regelmäßig ihr Blut verkauft. Sie lebt auf der Straße, weil sie alle ihre Einnahmen ihrem studierenden Sohn gibt, der sich ihrer schämt, weshalb sie ihn seit zwei Jahren nicht gesehen hat. Zhao zieht mit der Leiche weiter, verspricht Song aber, zu ihr zurückzukehren, nachdem er seine Aufgabe erledigt hat.
Als Zhao am Ende seiner Kraft ist, wird die Polizei auf ihn und seine ungewöhnliche Fracht aufmerksam und weist ihn an, den inzwischen nicht mehr frischen Leichnam verbrennen zu lassen. Als er mit der Urne und in der Begleitung eines Polizisten das Heimatdorf von Liu erreicht, ist es wegen der Stauung des Sees verlassen. Die Familie hat aber eine Nachricht für Liu hinterlassen, dass sie in ein anderes Dorf gezogen sei. Der Polizist, der inzwischen Respekt für Zhao entwickelt und sogar Geld zum Kaufpreis der Urne beigesteuert hat, weiß, dass dieses Dorf sieben Stunden entfernt liegt. Zhao und der Polizist machen sich mit der Urne gemeinsam dorthin auf den Weg.

## Auszeichnungen
- 2007: Bangkok International Film Festival – nominiert als bester Film für den Golden Kinnaree Award
- 2007: Internationale Filmfestspiele Berlin – Preis der Ökumenischen Jury in der Kategorie Panorama. Jurybegründung:

„Zhao bringt den Leichnam seines plötzlich verstorbenen Kumpels in dessen weit entfernte Heimatstadt zurück. Ein schwieriges Unterfangen, bei dem er immer wieder auf Hilfe angewiesen ist. Ein ungewöhnliches Roadmovie, das mit viel Humor und Fantasie davon erzählt, wie eine unmöglich scheinende Aufgabe durch viele Begegnungen bewältigt werden kann. Auch unter extrem harten sozialen Bedingungen wird so menschliche Nähe sichtbar.“

- 2007: Deauville Asian Film Festival – nominiert für den Lotus-Preis
- 2007: Golden Horse Film Festival – Nominierung von Zhao Benshan als „bester Schauspieler (Hauptrolle)“
- 2007: Hong Kong Film Award – nominiert als bester asiatischer Film für den Hong Kong Film Award
- 2007: Kerala International Film Festival – NETPAC Award, Nominierung von Zhang Yang für den Golden Crow Pheasant
- 2007: Pacific Meridian International Film Festival of Asia Pacific Countries – Grand Prix für Zhang Yang

## Besetzung und Synchronisation
Die Berliner Synchron Wenzel Lüdecke war für die Synchronisation des Films verantwortlich. Das Dialogbuch schrieb Susanna Bonaséwicz, die auch Regie führte und selbst eine Rolle sprach.
| Darsteller      | Rollenname                    | Synchronisation    |
| --------------- | ----------------------------- | ------------------ |
| Zhao Benshan    | Zhao Zhao                     | Frank Ciazynski    |
| Qiwen Hong      | Liu Quanyou (die Leiche)      |                    |
| Dandan Song     | Song                          |                    |
| Wu Ma           | Alter Mann auf der Beerdigung | Peter Groeger      |
| Hu Jun          | Lastwagenfahrer               |                    |
| Guo Degang      | Räuberboss                    | Michael Iwannek    |
| Xia Yu          | Radfahrer                     |                    |
| Chen Ying       | Imkerin                       | Susanna Bonaséwicz |
| Guo Tao         | Imker                         | Oliver Siebeck     |
| Zhang Lin Xiong | Blutkäufer                    | Olaf Reichmann     |
| Na Sah Yi       | Krankenpflegerin              | Angela Ringer      |
| Liao Fan        | Polizist                      | Bernd Vollbrecht   |
| Shang Xia       | Reisender                     | Kim Hasper         |
| Liu Jinshan     | Restaurantbesitzer            | Jörg Hengstler     |
| Liu Bo          | Traktorfahrer                 | Andreas Müller     |

## Anmerkung
1. ↑  Die chinesische Redewendung luoye guigen (chinesisch 落葉歸根 / 落叶归根, Pinyin Luòyè guīgēn, Jyutping Lok6jip6 gwai1gan1 – „herabgefallende Blätter kehren zum Wurzel zurück“) bedeutet so viel wie „zu seinen Wurzeln zurückkehren“; „zum Ursprung zurück“; „alles geht dorthin, wo es begann“ oder „heimkehren“.